# Неочекивана сила која се изненада појављује и решава ствар
Неочекивана сила које се изненада појављује и решава ствар је српски алтернативни рок бенд из Београда, основан 1997. године.

## Историјат

### 1997—1999
Бенд је основан у децембру 1997. године од стране музичара који су били активни у својим бендовима, односно гитаристе Владимира Ђорђевића (оснивач бенда Клајбери и члан Jazzwah), Горана Николића (оснивача бенда ТВ Морони, Џамбасови и члана бенда Носорог), бубњара Немање Аћимовића (члан бенда Јарболи), басисте Златка Вељовића Лакија (оснивач бенда Џамбасови и члан бенда Гори школа) и вокалисте Оливера Нектаријевића (члана бенда Канда, Коџа и Небојша). Бенд је добио име по дефиниција за израз  Deus ex machinaкоја се налази у речнику за стране изразе Милана Вујаклије.
После бројних клупских наступа, бенд је брзо привукао пажњу јавности. Ово је постигнуто чињеницом да је сваки њихов наступ био другачији, услед импровизације и музичког стила, укључујући музичке жанрове трип хопа, даба, рока и денса. Одабрани снимци са њихових наступа ремиксовали су у студију Борис Младеновић, Владимир Ђоршевић, Ненад Бранковић и Горан Вукојћић. Албум Неочекивана сила које се изненада појављује и решава ствар издат је 1999. године. Током исте године, бенд је имао турнеју у Словенији, а наредне године наступао је у Загребу и Љубљани на фестивалу Друга годба.
Са песмама Робна кућа и Девојка из другог света бенд се појавио на компилацијском албуму Корак напред 2 корака назад, који је издао Б92 у циљу прославе своје десетогодишњице.

### 2000—данас
У фебруару 2000. године бенд је издао свој други албум Hard To Dig It!. Материјал је садржао текст написан на енглеском језику и за разлику од претходних био је потпун студијску албум. Током исте године бенд се појавио на другој компилацији Б92 под називом Ring Ring 99 - Around the World, са уживо верзијом песме Процес, која је снимљена 16. маја 1998. године на Ринг ринг фестиваллу у Београду. У то време са бендом су заједно наступали диџејеви Ју нинџа и Божа Подунавац.
Године 2001. песма Disaster појавила се у филму Муње!, док се песма Bullet Proof (Remix Cycle 99) појавила у филму Апсолутних сто. Бенд је ткаође снимио музику за позоришну представу Корак даље, Бојане Младеновић. У то време бенд је радио на свом трећем албуму, који је снимљен без певача Нектаријевића, који је напустио бенд. Албум Сунца продуцирао је Душан Којић са Борисом Младеновићем на семплеру. На албуму су гостовали Соња Лончар (клавијатуре), Наташа Перазић (флаута) и Дејан Утвар (џембе).
Имали су наступе до 2007. године, када су бенд напустили Горан Николић и Златко Вељковић, бенд је тада остао трио, а поставу су чинили Владимир Ђорђевић (гитара, синтисајзер), Борис Младеновић (бас гитара, синтисајзер и семплови) и Немања Аћимовић (бубњеви). У октобру 2011. године бенд је наступао у клубу Ган у Београду, заједно са диџејом Божом Подунавцем и Нектаријевићем, а ово је био први концерт са њим након десет година.

## Дискографија

### Студијски албуми
- Неочекивана сила које се изненада појављује и решава ствар (1999)
- Hard To Dig It! (2000)
- Сунца (2002)

### Гостовања на албумима и компилацијама
- Девојка из другог света (Корак напред, 2 корака назад; 1999)
- Процес (Ring Ring 99 - Around the World; 2000)
- Disaster (Музика из филма Муње!; 2001)
- Bullet Proof (ремикс Cycle 99) (Апсолутних сто; 2001)
- Еспадриле смрти (Чувај се сињске руке!; 2004)
- Руски грув (Сигурно најбољи; 2006)